# Técnica Ludovico
A Técnica Ludovico é uma terapia fictícia de aversão assistida mediante o uso de drogas utilizada no romance e filme Laranja Mecânica. Consiste em expor obrigatoriamente o paciente a assistir imagens violentas por grandes períodos de tempo, enquanto sob efeito das drogas, o que provoca um efeito de experiência de quase-morte. Ao obrigar a ver imagens horríveis de estupros, assaltos e outros atos de violência enquanto sofre os efeitos das drogas, o paciente assimilará a sensação e tornar-se-á incapacitado ou sentir-se-á indisposto se tentar realizar ou simplesmente testemunhar tais atos de violência.
O Tratamento Ludovico é uma representação artística do fenômeno psicológico conhecido como condicionamento respondente. O processo envolve a apresentação repetitiva de um estímulo neutro, que não há reação no organismo, juntamente com algum outro estímulo excitador ou repressor, até que a associação seja construída. Na história, quando o tratamento é aplicado no protagonista Alex DeLarge, ele é estimulado a associar seu mal-estar à violência.
No processo de criação tanto do romance quanto da adaptação cinematográfica de A Laranja Mecânica, tanto o autor do livro Anthony Burgess como o diretor do filme Stanley Kubrick se esforçaram muito para incorporar uma grande quantidade de símbolos ao contexto da história. Esta riqueza em representações da cultura contemporânea e da ciência moderna na obra supõe uma das causas de que a história de A Laranja Mecânica tenha conservado sua atualidade até hoje.

## Contexto social
A maior parte do filme reflete os medos e as extrapolações lógicas do período em que foi concebido: desemprego em massa, decadência moral e os diferentes enfoques liberais e conservadores ao crime cometido. O protagonista, Alex DeLarge, hedonista, sadista e sociopata reflete o resultado final desta futura distopía. A técnica fictícia de Ludovico desempenha um papel crucial tanto como mecanismo da trama como um comentário social.
Após sua captura e prisão por assassinato (um crime gravíssimo em qualquer sociedade), Alex se mostra voluntário para o Tratamento Ludovico (a proposta mais liberal/tecnocrata diante do crime), almejando uma liberação antecipada e sem ter ideia do que consiste o tratamento. Um dos mecanismos fundamentais da trama se ocorre quando, enquanto é forçado a assistir à cenas de muita violência e crueldade, também é obrigado a ver noticiários antigos e propaganda de regimes violentos, numa tentativa de curá-lo de qualquer tipo de aberração social. Infelizmente (e ironicamente), um dos cortes de filmes que se repete é Triumph des Willens, cuja música, de Ludwig van Beethoven, especificamente a nona sinfonia (o único vício socialmente aceitável do protagonista) também toca durante o tratamento. Deste modo, enquanto se 'cura' da violência e da aberração social, se torna impossibilitado de escutar a nona de Beethoven.
No filme, o tratamento funciona, e o meliante se torna incapaz de cometer outros crimes, mas o tratamento também o deixa com algumas sequelas psicológicas.